# Seznam měst na Šalomounových ostrovech
Toto je seznam měst na Šalomounových ostrovech.
V následující tabulce jsou uvedena města nad 200 obyvatel, výsledky sčítání obyvatelstva z 23. listopadu 1986 a 21. listopadu 1999, odhady počtu obyvatel k 1. lednu 2005 a provincie, do nichž města náleží. Počet obyvatel se vztahuje na vlastní město bez předměstí. Města jsou seřazena podle velikosti.
| Města na Šalomounových ostrovech |             |                     |                     |                    |                     |
| Pořadí                           | Město       | Počet obyvatel      | Počet obyvatel      | Počet obyvatel     | Provincie           |
| Pořadí                           | Město       | sčítání v roce 1986 | sčítání v roce 1999 | odhad pro rok 2005 | Provincie           |
| 1.                               | Honiara     | 30 413              | 49 107              | 56 298             | Guadalcanal         |
| 2.                               | Gizo        | 3 710               | 5 323               | 6 154              | Western             |
| 3.                               | Auki        | 3 262               | 4 022               | 4 336              | Malaita             |
| 4.                               | Noro        | n/a                 | 3 482               | 3 720              | Western             |
| 5.                               | Buala       | 1 913               | 2 438               | 2 689              | Isabel              |
| 6.                               | Tulagi      | 1 622               | 1 333               | 1 472              | Central             |
| 7.                               | Kirakira    | 2 600               | 979                 | 1 122              | Makira-Ulawa        |
| 8.                               | Lata        | n/a                 | n/a                 | 538                | Temotu              |
| 9.                               | Taro Island | n/a                 | 440                 | 507                | Choiseul            |
| 10.                              | Tigoa       | n/a                 | n/a                 | 213                | Rennell and Bellona |